# Yamaha FJ
La Yamaha FJ è una motocicletta prodotta dalla casa motociclistica giapponese Yamaha a partire dal 1984 al 1995.

## Profilo e contesto

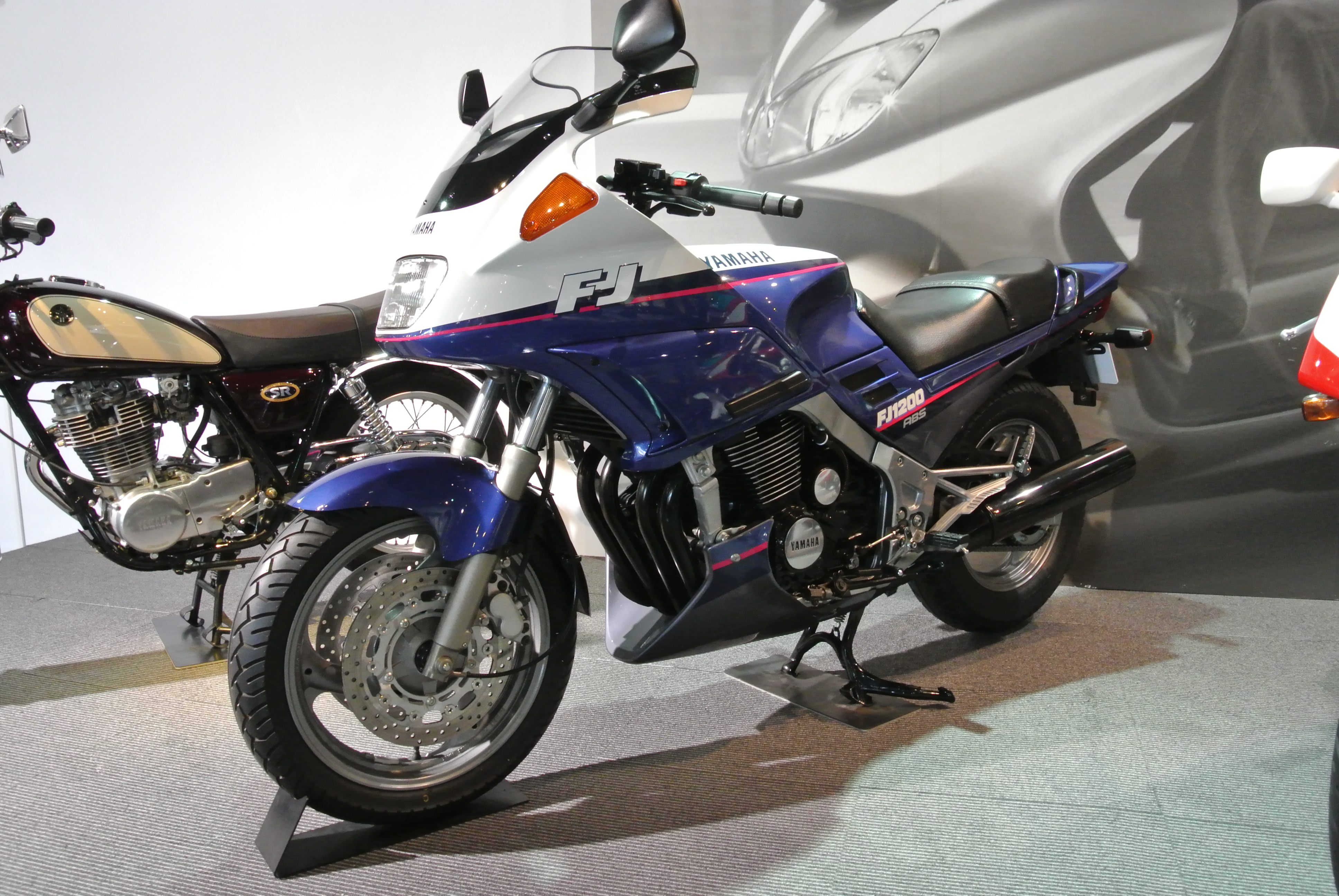
FJ1200A

### FJ1100
La FJ1100 montava un motore a quattro cilindri in linea a quattro tempi raffreddato ad aria, installato in posizione trasversale da 1097 cm³ (alesaggio × corsa: 74,0 mm × 63,8 mm), con rapporto di compressione pari a 9,7:1. La lubrificazione era del tipo a carter umido. La frizione a dischi multipli in bagno d'olio, era abbinata ad un cambio a 5 marce.

### FJ1200
Nel 1986 Yamaha decise di aggiornare l'FJ1100 aumentando leggermente la cilindrata del motore, modificando le sospensioni e altre componenti. Il risultato fu l'FJ1200. L'FJ1200 fu evoluto nel corso della sua carriera in tre versioni (1TX, 3CV e 3XW), ciascuna delle quali beneficiò di vari step di miglioramenti alla carenatura, alle sospensioni anteriori e posteriori. Dal 1991 venne introdotto una versione dotata in opzione di ABS.